# Placerville (Idaho)
Placerville és una població dels Estats Units a l'estat d'Idaho. Segons el cens del 2000 tenia 60 habitants.

## Demografia
Segons el cens del 2000, Placerville tenia 60 habitants, 30 habitatges, i 23 famílies. La densitat de població era de 23,2 habitants/km².
Dels 30 habitatges en un 10% hi vivien nens de menys de 18 anys, en un 60% hi vivien parelles casades, en un 13,3% dones solteres, i en un 23,3% no eren unitats familiars. En el 23,3% dels habitatges hi vivien persones soles el 10% de les quals corresponia a persones de 65 anys o més que vivien soles. El nombre mitjà de persones vivint en cada habitatge era de 2 i el nombre mitjà de persones que vivien en cada família era de 2,22.
Per edats la població es repartia de la següent manera: un 11,7% tenia menys de 18 anys, un 0% entre 18 i 24, un 11,7% entre 25 i 44, un 50% de 45 a 60 i un 26,7% 65 anys o més.
L'edat mediana era de 55 anys. Per cada 100 dones de 18 o més anys hi havia 112 homes.
La renda mediana per habitatge era de 30.625 $ i la renda mediana per família de 35.625 $. Els homes tenien una renda mediana de 53.750 $ mentre que les dones 30.208 $. La renda per capita de la població era de 20.298 $. Cap de les famílies i l'11,3% de la població estaven per davall del llindar de pobresa.

## Poblacions més properes
El següent diagrama mostra les poblacions més properes.